# Người mẹ không tên (phim truyền hình)
Người mẹ không tên (tiếng tiếng Hàn: 이름 없는 여자; Romaja: Ireum Eobsneun Yeoja; dịch nghĩa đen: "Người phụ nữ không tên") là bộ phim truyền hình Hàn Quốc năm 2017 với sự tham gia của Oh Ji-eun, Bae Jong-ok, Park Yoon-jae, Seo Ji-seok và Choi Yoon-so. Bộ phim phát sóng trên KBS2 từ thứ Hai đến thứ Sáu, từ 19:50 đến 20:30 (KST).

## Nội dung
Hong Ji-won, một người phụ nữ lớn lên trong trại trẻ mồ côi. Với mong ước thoát khỏi cuộc sống nghèo khổ, Ji-won đã nỗ lực học hành để thi đỗ vào trường đại học danh tiếng nhất Hàn Quốc. Sau đó, bà được nhận vào làm thư ký cho Goo Do-young, chủ tịch một tập đoàn lớn và nhanh chóng thay thế vào vị trí vợ chủ tịch đang còn bỏ trống. Bà đã sinh được một cậu con trai tên Hae-sung, đây chính là bảo bối, đảm bảo cho vị trí của bà trong lòng Do-young. Bởi vậy, khi nghe tin Hae-sung mắc bệnh máu trắng, Ji-won gần như hoảng loạn, bà quyết tâm bằng mọi giá phải cứu được con trai từ tay thần chết. Soon Yeo-ri cũng là một cô bé mồ côi, được nhận nuôi bởi Joo-ho, lái xe của Do-young. Thật ngẫu nhiên, Yeo-ri chính là người có tủy xương tương thích với Hae-sung. Ji-won đã tìm mọi cách bắt Joo-ho phải đồng ý để Yeo-ri hiến tủy cho Hae-sung. Thậm chí bà đã gián tiếp giết chết Joo-ho khi bỏ mặc lúc ông bị tai nạn giao thông. Sau khi Joo-ho qua đời, Ji-won đã nhận nuôi Yeo-ri với mục đích thuyết phục cô hiến tủy cho Hae-sung.Trớ trêu thay, Yeo-ri lại chính là con gái bị thất lạc năm xưa của Ji-won và bí mật này có thể vĩnh viễn không được hé lộ...

## Diễn viên

### Diễn viên chính
- Oh Ji-eun vai Son Yeo-ri / Yoon Seol
- Bae Jong-ok vai Hong Ji-won
- Park Yoon-jae vai Goo Do-chi
- Seo Ji-seok vai Kim Moo-yeol
- Choi Yoon-so vai Goo Hae-joo

### Diễn viên phụ
- Han Kap-soo vai Son Joo-ho, cha nuôi của Yeo-ri.
- Seo Kwon-soon vai Seo Mal-nyeon, mẹ của Yoon Seol.
- Sun Dong-hyuk vai Yoon Ki-dong, cha của Yoon Seol.
- Park Joon-hyuk vai Oliver Jang, chồng sắp cưới của Yoon Seol, bạn trai của Ae-nok.
- Byun Woo-min vai Goo Do-young, chồng của Ji-won.
- Joo Seung-hyuk vai Goo Hae-sung, con trai của Ji-won.
- Bang Eun-hee trong vai Jang Ae-nok, mẹ của Moo-yeol.
- Lee In-ha trong vai Kim Yeol-mae, em gái của Moo-yeol.
- Choi Hyun-joon vai Kim Ga-ya, con trai của Moo-yeol và Hae-joo.
- Kim Ji-an vai Kim Ma-ya / Son Bom, con gái của Moo-yeol và Yeo-ri.
- Yeo Hoon-min trong vai Jjang-goo, bạn của Do-chi.
- Han Ji-woo trong vai Han So-ra
- Kim Sa-hee trong vai tình nhân của Do-young
- Kim Tae-young trong vai bác sĩ gia đình của Hae-sung
- Jo Sung-hee trong vai Thư ký Kim
- Kim Ji-eun trong vai Hwa-young
- Jo Sun-mook trong vai Luật sư Kim Jae-goo
- Park So-jung trong vai Kim Soon-mi
- Jo Ye-rin trong vai Kim Bom (Kelly Kim)
- Kim Kwang-hyun trong vai bác sĩ

## Xếp hạng
- Trong bảng này, màu xanh da trời biểu thị xếp hạng thấp nhất và màu đỏ đại diện cho xếp hạng cao nhất.

| Tập     | Ngày chiếu               | Tỉ lệ khán giả theo dõi | Tỉ lệ khán giả theo dõi | Tỉ lệ khán giả theo dõi | Tỉ lệ khán giả theo dõi |
| Tập     | Ngày chiếu               | TNmS                    | TNmS                    | AGB Nielsen             | AGB Nielsen             |
| Tập     | Ngày chiếu               | Toàn quốc               | Seoul                   | Toàn quốc               | Seoul                   |
| ------- | ------------------------ | ----------------------- | ----------------------- | ----------------------- | ----------------------- |
| 1       | ngày 24 tháng 4 năm 2017 | 19.7% (2nd)             | 17.1% (3rd)             | 16.7% (3rd)             | 15.1% (4th)             |
| 2       | ngày 25 tháng 4 năm 2017 | 18.8% (2nd)             | 16.5% (2nd)             | 16.4% (2nd)             | 14.6% (2nd)             |
| 3       | ngày 26 tháng 4 năm 2017 | 17.0% (3rd)             | 15.5% (3rd)             | 14.8% (3rd)             | 13.7% (3rd)             |
| 4       | ngày 27 tháng 4 năm 2017 | 18.1% (2nd)             | 16.4% (3rd)             | 14.4% (3rd)             | 13.1% (3rd)             |
| 5       | ngày 28 tháng 4 năm 2017 | 15.5% (1st)             | 13.1% (1st)             | 13.4% (1st)             | 12.4% (1st)             |
| 6       | ngày 1 tháng 5 năm 2017  | 17.1% (3rd)             | 15.2% (3rd)             | 15.0% (4th)             | 13.0% (5th)             |
| 7       | ngày 2 tháng 5 năm 2017  | 15.8% (1st)             | 14.0% (2nd)             | 12.4% (2nd)             | 11.4% (2nd)             |
| 8       | ngày 3 tháng 5 năm 2017  | 17.3% (3rd)             | 15.8% (3rd)             | 14.4% (3rd)             | 12.8% (3rd)             |
| 9       | ngày 4 tháng 5 năm 2017  | 19.0% (2nd)             | 17.7% (2nd)             | 15.0% (3rd)             | 13.6% (3rd)             |
| 10      | ngày 5 tháng 5 năm 2017  | 17.6% (2nd)             | 16.7% (2nd)             | 15.4% (3rd)             | 13.4% (3rd)             |
| 11      | ngày 8 tháng 5 năm 2017  | 19.0% (3rd)             | 17.8% (3rd)             | 16.0% (3rd)             | 14.0% (4th)             |
| 12      | ngày 9 tháng 5 năm 2017  | 13.5% (2nd)             | 13.6% (1st)             | 11.4% (3rd)             | 10.3% (3rd)             |
| 13      | ngày 10 tháng 5 năm 2017 | 17.0% (3rd)             | 14.9% (3rd)             | 14.6% (3rd)             | 13.7% (3rd)             |
| 14      | ngày 11 tháng 5 năm 2017 | 19.4% (2nd)             | 17.3% (2nd)             | 17.1% (2nd)             | 15.9% (3rd)             |
| 15      | ngày 12 tháng 5 năm 2017 | 18.8% (2nd)             | 16.3% (3rd)             | 17.6% (3rd)             | 16.0% (3rd)             |
| 16      | ngày 15 tháng 5 năm 2017 | 21.1% (2nd)             | 19.9% (2nd)             | 17.7% (3rd)             | 16.8% (4th)             |
| 17      | ngày 16 tháng 5 năm 2017 | 19.1% (2nd)             | 16.1% (3rd)             | 17.1% (3rd)             | 15.5% (4th)             |
| 18      | ngày 17 tháng 5 năm 2017 | 19.6% (2nd)             | 17.2% (2nd)             | 16.5% (3rd)             | 14.9% (3rd)             |
| 19      | ngày 18 tháng 5 năm 2017 | 18.4% (2nd)             | 15.7% (2nd)             | 16.1% (2nd)             | 14.0% (4th)             |
| 20      | ngày 19 tháng 5 năm 2017 | 19.9% (2nd)             | 17.0% (2nd)             | 17.7% (2nd)             | 16.5% (2nd)             |
| 21      | ngày 22 tháng 5 năm 2017 | 19.4% (2nd)             | 18.2% (2nd)             | 16.2% (4th)             | 14.8% (4th)             |
| 22      | ngày 24 tháng 5 năm 2017 | 18.4% (2nd)             | 15.4% (2nd)             | 14.1% (4th)             | 14.1% (4th)             |
| 23      | ngày 25 tháng 5 năm 2017 | 18.1% (2nd)             | 15.6% (3rd)             | 16.0% (3rd)             | 14.9% (4th)             |
| 24      | ngày 29 tháng 5 năm 2017 | 15.4% (3rd)             | 15.0% (3rd)             | 14.9% (3rd)             | 13.3% (3rd)             |
| 25      | ngày 31 tháng 5 năm 2017 | 16.6% (2nd)             | 15.8% (2nd)             | 13.6% (3rd)             | 11.7% (5th)             |
| 26      | ngày 1 tháng 6 năm 2017  | 17.1% (2nd)             | 15.5% (3rd)             | 15.6% (3rd)             | 14.5% (4th)             |
| 27      | ngày 2 tháng 6 năm 2017  | 17.9% (2nd)             | 17.3% (1st)             | 16.3% (2nd)             | 15.3% (3rd)             |
| 28      | ngày 5 tháng 6 năm 2017  | 16.3% (3rd)             | 14.7% (3rd)             | 16.2% (2nd)             | 14.7% (3rd)             |
| 29      | ngày 6 tháng 6 năm 2017  | 19.8% (2nd)             | 17.9% (2nd)             | 17.4% (2nd)             | 15.8% (2nd)             |
| 30      | ngày 7 tháng 6 năm 2017  | 18.2% (2nd)             | 16.0% (2nd)             | 15.0% (3rd)             | 12.6% (4th)             |
| 31      | ngày 8 tháng 6 năm 2017  | 16.9% (2nd)             | 14.3% (3rd)             | 15.0% (3rd)             | 13.4% (3rd)             |
| 32      | ngày 9 tháng 6 năm 2017  | 15.9% (2nd)             | 15.0% (2nd)             | 15.4% (2nd)             | 14.6% (4th)             |
| 33      | ngày 12 tháng 6 năm 2017 | 17.6% (2nd)             | 16.1% (2nd)             | 15.9% (3rd)             | 14.8% (3rd)             |
| 34      | ngày 13 tháng 6 năm 2017 | 17.2% (2nd)             | 15.3% (2nd)             | 15.5% (3rd)             | 14.4% (3rd)             |
| 35      | ngày 14 tháng 6 năm 2017 | 16.0% (2nd)             | 14.3% (3rd)             | 14.9% (3rd)             | 13.6% (4th)             |
| 36      | ngày 15 tháng 6 năm 2017 | 16.6% (2nd)             | 15.1% (2nd)             | 15.6% (2nd)             | 14.1% (2nd)             |
| 37      | ngày 16 tháng 6 năm 2017 | 16.8% (2nd)             | 15.5% (2nd)             | 14.3% (3rd)             | 12.7% (4th)             |
| 38      | ngày 19 tháng 6 năm 2017 | 17.8% (2nd)             | 16.5% (2nd)             | 16.4% (3rd)             | 15.9% (3rd)             |
| 39      | ngày 20 tháng 6 năm 2017 | 19.1% (2nd)             | 16.5% (2nd)             | 16.8% (3rd)             | 15.5% (3rd)             |
| 40      | ngày 21 tháng 6 năm 2017 | 16.8% (2nd)             | 14.5% (2nd)             | 14.8% (3rd)             | 13.2% (4th)             |
| 41      | ngày 22 tháng 6 năm 2017 | 18.6% (2nd)             | 17.1% (2nd)             | 15.5% (2nd)             | 14.7% (3rd)             |
| 42      | ngày 23 tháng 6 năm 2017 | 18.5% (2nd)             | 16.0% (2nd)             | 16.7% (2nd)             | 15.3% (3rd)             |
| 43      | ngày 26 tháng 6 năm 2017 | 18.0% (2nd)             | 16.4% (2nd)             | 17.9% (2nd)             | 16.4% (2nd)             |
| 44      | ngày 27 tháng 6 năm 2017 | 18.3% (2nd)             | 16.4% (2nd)             | 17.0% (2nd)             | 15.2% (3rd)             |
| 45      | ngày 28 tháng 6 năm 2017 | 16.6% (2nd)             | 15.1% (2nd)             | 15.0% (3rd)             | 13.2% (3rd)             |
| 46      | ngày 29 tháng 6 năm 2017 | 16.4% (2nd)             | 14.5% (3rd)             | 16.0% (2nd)             | 14.4% (4th)             |
| 47      | ngày 30 tháng 6 năm 2017 | 21.4% (1st)             | 17.9% (1st)             | 16.2% (2nd)             | 14.7% (4th)             |
| 48      | ngày 3 tháng 7 năm 2017  | 21.0% (2nd)             | 18.3% (1st)             | 18.0% (2nd)             | 16.3% (3rd)             |
| 49      | ngày 4 tháng 7 năm 2017  | 20.0% (2nd)             | 17.3% (2nd)             | 17.0% (2nd)             | 14.7% (3rd)             |
| 50      | ngày 5 tháng 7 năm 2017  | 19.6% (2nd)             | 16.5% (2nd)             | 16.0% (3rd)             | 14.9% (2nd)             |
| 51      | ngày 6 tháng 7 năm 2017  | 20.3% (2nd)             | 16.9% (2nd)             | 16.2% (2nd)             | 14.9% (3rd)             |
| 52      | ngày 7 tháng 7 năm 2017  | 22.3% (1st)             | 20.2% (1st)             | 18.3% (2nd)             | 16.8% (3rd)             |
| 53      | ngày 10 tháng 7 năm 2017 | 22.5% (2nd)             | 19.5% (1st)             | 17.5% (3rd)             | 16.7% (3rd)             |
| 54      | ngày 11 tháng 7 năm 2017 | 20.0% (1st)             | 17.4% (1st)             | 17.4% (2nd)             | 16.4% (2nd)             |
| 55      | ngày 12 tháng 7 năm 2017 | 19.6% (2nd)             | 16.6% (4th)             | 15.6% (2nd)             | 14.4% (4th)             |
| 56      | ngày 13 tháng 7 năm 2017 | 20.8% (2nd)             | 18.0% (3rd)             | 17.3% (2nd)             | 16.2% (2nd)             |
| 57      | ngày 14 tháng 7 năm 2017 | 19.2% (1st)             | 15.5% (1st)             | 17.6% (2nd)             | 15.5% (4th)             |
| 58      | ngày 17 tháng 7 năm 2017 | 23.3% (1st)             | 19.5% (1st)             | 18.6% (2nd)             | 15.9% (3rd)             |
| 59      | ngày 18 tháng 7 năm 2017 | 21.5% (2nd)             | 18.3% (1st)             | 18.6% (2nd)             | 16.7% (3rd)             |
| 60      | ngày 19 tháng 7 năm 2017 | 20.9% (2nd)             | 17.4% (1st)             | 18.9% (2nd)             | 16.8% (2nd)             |
| 61      | ngày 20 tháng 7 năm 2017 | 19.8% (2nd)             | 16.9% (2nd)             | 18.2% (2nd)             | 16.5% (2nd)             |
| 62      | ngày 21 tháng 7 năm 2017 | 21.1% (2nd)             | 18.2% (2nd)             | 18.3% (2nd)             | 17.0% (2nd)             |
| 63      | ngày 24 tháng 7 năm 2017 | 24.0% (1st)             | 18.7% (2nd)             | 20.2% (2nd)             | 18.3% (2nd)             |
| 64      | ngày 25 tháng 7 năm 2017 | 22.9% (2nd)             | 18.4% (2nd)             | 18.6% (2nd)             | 16.4% (2nd)             |
| 65      | ngày 26 tháng 7 năm 2017 | 21.6% (2nd)             | 17.2% (2nd)             | 18.0% (2nd)             | 16.5% (2nd)             |
| 66      | ngày 27 tháng 7 năm 2017 | 22.4% (2nd)             | 19.2% (1st)             | 20.1% (2nd)             | 18.7% (2nd)             |
| 67      | ngày 28 tháng 7 năm 2017 | 21.6% (2nd)             | 17.1% (2nd)             | 19.1% (2nd)             | 17.5% (2nd)             |
| 68      | ngày 31 tháng 7 năm 2017 | 22.6% (2nd)             | 17.3% (2nd)             | 20.3% (2nd)             | 18.4% (2nd)             |
| 69      | ngày 1 tháng 8 năm 2017  | 22.0% (1st)             | 17.9% (1st)             | 19.0% (2nd)             | 18.1% (2nd)             |
| 70      | ngày 2 tháng 8 năm 2017  | 21.0% (2nd)             | 17.1% (2nd)             | 19.3% (2nd)             | 17.3% (2nd)             |
| 71      | ngày 3 tháng 8 năm 2017  | 21.7% (2nd)             | 17.4% (2nd)             | 19.5% (2nd)             | 18.2% (2nd)             |
| 72      | ngày 4 tháng 8 năm 2017  | 20.2% (1st)             | 16.2% (2nd)             | 19.3% (2nd)             | 18.2% (2nd)             |
| 73      | ngày 7 tháng 8 năm 2017  | 21.3% (2nd)             | 17.2% (2nd)             | 18.6% (2nd)             | 16.6% (2nd)             |
| 74      | ngày 8 tháng 8 năm 2017  | 22.6% (2nd)             | 18.3% (1st)             | 19.5% (1st)             | 18.0% (2nd)             |
| 75      | ngày 9 tháng 8 năm 2017  | 22.8% (1st)             | 19.3% (1st)             | 18.8% (2nd)             | 16.8% (2nd)             |
| 76      | ngày 10 tháng 8 năm 2017 | 23.5% (2nd)             | 19.5% (1st)             | 19.4% (2nd)             | 18.5% (2nd)             |
| 77      | ngày 11 tháng 8 năm 2017 | 19.2% (2nd)             | 16.4% (2nd)             | 18.0% (2nd)             | 15.9% (2nd)             |
| 78      | ngày 14 tháng 8 năm 2017 | 23.1% (2nd)             | 18.8% (2nd)             | 20.2% (2nd)             | 18.2% (2nd)             |
| 79      | ngày 15 tháng 8 năm 2017 | 20.8% (1st)             | 16.9% (1st)             | 19.5% (2nd)             | 17.9% (2nd)             |
| 80      | ngày 16 tháng 8 năm 2017 | 22.2% (1st)             | 18.6% (1st)             | 18.9% (2nd)             | 16.7% (2nd)             |
| 81      | ngày 17 tháng 8 năm 2017 | 22.8% (1st)             | 19.0% (1st)             | 20.4% (2nd)             | 19.0% (2nd)             |
| 82      | ngày 18 tháng 8 năm 2017 | 23.4% (1st)             | 18.0% (1st)             | 21.4% (1st)             | 19.9% (1st)             |
| 83      | ngày 21 tháng 8 năm 2017 | 24.2% (2nd)             | 20.3% (2nd)             | 20.7% (2nd)             | 18.8% (2nd)             |
| 84      | ngày 22 tháng 8 năm 2017 | 24.8% (1st)             | 18.7% (1st)             | 20.8% (2nd)             | 18.6% (2nd)             |
| 85      | ngày 23 tháng 8 năm 2017 | 23.9% (1st)             | 19.5% (1st)             | 20.9% (2nd)             | 19.2% (2nd)             |
| 86      | ngày 24 tháng 8 năm 2017 | 24.1% (2nd)             | 19.0% (1st)             | 20.7% (2nd)             | 18.5% (2nd)             |
| 87      | ngày 25 tháng 8 năm 2017 | 21.4% (2nd)             | 17.4% (2nd)             | 19.8% (1st)             | 17.9% (2nd)             |
| 88      | ngày 28 tháng 8 năm 2017 | 23.5% (2nd)             | 18.7% (2nd)             | 21.9% (1st)             | 20.4% (1st)             |
| 89      | ngày 29 tháng 8 năm 2017 | 23.6% (1st)             | 19.4% (1st)             | 20.4% (2nd)             | 18.4% (2nd)             |
| 90      | ngày 30 tháng 8 năm 2017 | 24.6% (1st)             | 21.1% (1st)             | 20.8% (1st)             | 19.0% (2nd)             |
| 91      | ngày 31 tháng 8 năm 2017 | 23.7% (2nd)             | 20.7% (1st)             | 21.1% (2nd)             | 19.1% (2nd)             |
| 92      | ngày 1 tháng 9 năm 2017  | 23.5% (1st)             | 18.7% (1st)             | 19.9% (2nd)             | 17.7% (2nd)             |
| 93      | ngày 4 tháng 9 năm 2017  | 25.1% (1st)             | 20.5% (1st)             | 21.6% (2nd)             | 19.7% (2nd)             |
| 94      | ngày 5 tháng 9 năm 2017  | 23.6% (1st)             | 19.8% (1st)             | 22.5% (1st)             | 20.9% (1st)             |
| 95      | ngày 6 tháng 9 năm 2017  | 25.0% (1st)             | 21.9% (1st)             | 23.3% (1st)             | 21.6% (1st)             |
| 96      | ngày 7 tháng 9 năm 2017  | 23.3% (1st)             | 20.2% (1st)             | 20.6% (2nd)             | 19.5% (1st)             |
| 97      | ngày 8 tháng 9 năm 2017  | 23.8% (1st)             | 19.4% (1st)             | 21.1% (1st)             | 19.5% (1st)             |
| 98      | ngày 11 tháng 9 năm 2017 | 26.3% (1st)             | 22.7% (1st)             | 22.8% (1st)             | 20.9% (1st)             |
| 99      | ngày 12 tháng 9 năm 2017 | 25.5% (1st)             | 21.6% (1st)             | 23.8% (1st)             | 21.7% (1st)             |
| 100     | ngày 13 tháng 9 năm 2017 | 24.2% (1st)             | 19.6% (1st)             | 21.5% (1st)             | 19.9% (1st)             |
| 101     | ngày 14 tháng 9 năm 2017 | 23.7% (1st)             | 20.1% (1st)             | 22.0% (1st)             | 19.7% (1st)             |
| 102     | ngày 15 tháng 9 năm 2017 | 25.3% (1st)             | 21.4% (1st)             | 21.8% (1st)             | 20.6% (1st)             |
| Average | Average                  | 20.3%                   | 17.4%                   | 17.8%                   | 16.2%                   |

- Các tập được phát sóng vào ngày 23 tháng 5 năm 2017 và ngày 26 tháng 5 năm 2017, được chuyển sang những ngày tiếp theo vì Giải vô địch bóng đá U-20 thế giới 2017

## Giải thưởng và đề cử
| Năm  | Giải thưởng                                 | Hạng mục                                        | Nội dung đề cử | Kết quả |
| ---- | ------------------------------------------- | ----------------------------------------------- | -------------- | ------- |
| 2017 | Giải thưởng phim truyền hình SBS lần thứ 31 | Nữ diễn viên xuất sắc thể loại phim truyền hình | Bae Jong-ok    | Đề cử   |